# Mark Homan
Mark Homan (Hoorn, 12 mei 1986) is een Nederlands wielrenner, gespecialiseerd in de wegwedstrijden en tijdritten op de weg. 
Homan is al sinds zijn geboorte spastisch. Hierdoor kan hij niet op een normale racefiets deelnemen aan het wielrennen maar doet hij mee op een racefiets met drie wielen. Homan is al van jongs af aan geïnteresseerd in het wielrennen en begon eerst met zijn gewone driewieler lange afstanden te rijden. Na een tijdje kon hij via de KNWU een racefiets lenen. Waarna hij in 2005 zijn eerste koers reed. Hij werd hierna meteen al geselecteerd voor Open Europese kampioenschappen die in Stompetoren werden gehouden. Hij won daar brons op de tijdrit op de weg. 
Homan kwam voor Nederland uit op de Paralympische Zomerspelen 2008 in Peking, waar hij een vierde plaats behaalde in de tijdrit op de weg, klasse CP1/2.

## Beste uitslagen

### Wereld Kampioenschappen
| Evenement     | Resultaat | Onderdeel    |
| ------------- | --------- | ------------ |
| Aigle 2006    | zilver    | tijdrit      |
| Bordeaux 2007 | brons     | wegwedstrijd |
| Bordeaux 2007 | goud      | tijdrit      |

### Europese Kampioenschappen
| Evenement        | Resultaat | Onderdeel   |
| ---------------- | --------- | ----------- |
| Stompetoren 2005 | brons     | weg tijdrit |